# Bailliage de Gessenay
1555–1798
Entités précédentes :
- Comté de Gruyère

Entités suivantes :
- District du Pays-d'Enhaut (Canton de Vaud)
- District de Gessenay (Canton de Berne)

Le bailliage de Gessenay, est un des bailliages bernois situé dans les actuels cantons de Berne et Vaud. Berne s'empara du pays en 1555 après la faillite du dernier comte de Gruyère, Michel de Gruyère.

## Histoire
Le bailliage est composé des communes de Rossinière, Château-d'Œx, Rougemont, Saanen, Gsteig bei Gstaad et Lauenen.

## Baillis
- 1650-1656 : Christian Willading[2] ;
- 1730-1736 : Gabriel de Gingins-La Sarraz[3] ;